# Gernot Wießner
Gernot Wießner (* 2. Februar 1933 in Stettin; † 24. Februar 1999 in Göttingen) war ein deutscher Orientalist; einer breiteren Öffentlichkeit wurde er bekannt durch seinen Einsatz für die Jesiden, wodurch diese als verfolgte Glaubensgruppe in Deutschland anerkannt wurden.

## Leben
Nach Abschluss der Schullaufbahn in Stettin und Bad Wilsnack studierte Gernot Wießner ab 1950 evangelische Theologie an den Universitäten Halle, Marburg und Lausanne. Nach dem theologischen Examen 1956 schloss er ein Studium der Geschichte und Orientalistik in Marburg und Würzburg an.
Angeregt durch den Orientalisten Carl Brockelmann promovierte Wießner 1962 an der Universität Würzburg bei Wilhelm Eilers mit Untersuchungen zu einer Gruppe syrischer Märtyrerakten aus der Christenverfolgung Schapurs II. 1964 folgte eine theologische Dissertation zur Märtyrerüberlieferung der Adiabene bei dem Kirchenhistoriker Carl Andresen an der Universität Göttingen. Seit November 1964 diente er als wissenschaftlicher Assistent in der Christlich-Archäologischen Abteilung der Göttinger Theologie, im Dezember des Jahres wurde er nach dem zweiten theologischen Examen ordiniert. Wenige Jahre nach seiner Habilitation (1967) wurde er Professor für Allgemeine Religionsgeschichte an der Göttinger Universität; vor ihm hatte Carsten Colpe den Lehrstuhl inne. In den 1970er und 1980er Jahren war er Leiter des Sonderforschungsbereiches 13 zur Erforschung des Synkretismus im Vorderen Orient. Wießners bahnbrechendes Gutachten zum sogenannten Stader Urteil lenkte die Aufmerksamkeit auf die Notwendigkeit eines Bleiberechts für Jesiden und bot Gerichten wie Anwälten seit 1982 eine Richtschnur. In den 1980ern und 1990ern widmete sich Wießner viele Jahre seinem mehrbändigen Werk zu den christlichen Kultbauten im Kalksteingebirge Tur Abdin in der heutigen Türkei. 1989 war er Begleiter und Berater von Innenminister Herbert Schnoor (NRW) bei einer Reise in die yezidischen Dörfer des Tur Abdin.

## Schriften (in Auswahl)
- Untersuchungen zu einer Gruppe syrischer Märtyrerakten aus der Christenverfolgung Schahpurs II., Diss. phil. Würzburg 1962
- Form- und literargeschichtliche Untersuchungen zur Märtyrerüberlieferung der Adiabene, Diss. theol. Göttingen 1964
- Festschrift für Wilhelm Eilers, hrsg. von G. Wießner, Wiesbaden 1967
- Bios und Ethos. Untersuchungen zur Methode exemplarischer Geschichtsschreibung bei Euseb von Caesarea, unveröff. Habil.-Schrift 1967
- Synkretismusforschung. Theorie und Praxis. Hrsg. von Gernot Wießner, Wiesbaden 1977 (Göttinger Orientforschungen, Grundlagen und Ergebnisse 1)
- Christliche Kultbauten im Tur Abdin, 4 Bände (Göttinger Orientforschungen II/4)
  - Teil I: Kultbauten mit transversem Schiff und Felsanlagen; Textband, Tafelband, Wiesbaden 1981/82
  - Teil II: Kultbauten mit longitudinalem Schiff; Textband, Tafelband, Wiesbaden 1992
  - Teil III: Supplement zu Kultbauten mit transversem Schiff und Felsanlagen, Anhang: Grabbauten. Die Festungen Edikli; Textband, Tafelband, Wiesbaden 1992
  - Teil IV: Supplement zu Kultbauten mit longitudinalem Schiff, Wiesbaden 1993
- Studia Manichaica: II. Internationaler Kongreß zum Manichäismus. 6.–10. August 1989 St. Augustin/Bonn (Studies in Oriental Religions), hrsg. von Gernot Wießner und Hans Joachim Klimkeit, Wiesbaden 1992
- Kirchenrecht – Religionswissenschaft, von Axel Freiherr von Campenhausen und Gernot Wießner, Stuttgart u. a. 1994 (Grundkurs Theologie 10,1), ISBN 3-17-012691-1